# Xã Stateline, Quận Sherman, Kansas
Xã Stateline (tiếng Anh: Stateline Township) là một xã thuộc quận Sherman, tiểu bang Kansas, Hoa Kỳ. Năm 2010, dân số của xã này là 253 người.